# Villa Commedia
Villa Commedia o (dal latino villa Comoedia), era la villa romana a Lierna, di proprietà di Plinio durante il I secolo, all'epoca dell'imperatore Nerone, della quale Plinio racconta che l'aveva fatta costruire egli stesso, su terreni ereditati dalla madre, e che l'amava particolarmente tra tutte: nella lettera indirizzata al suo amico d'infanzia Voconius Romanus, viene citata tra le sue dimore preferite e viene raccontato che se la villa della Tragedia era in cima a una montagna sopra il lago, la villa della Commedia si trovava proprio in riva al lago, costruita salendo sulla roccia su cui vengono create terrazze che regalano la vista del lago a pochi metri dalla riva. Plinio avrebbe ripreso le denominazioni delle sue ville dalle loro posizioni geografiche e dalle convenzioni del teatro romano: la "villa della Commedia" era dunque in alto ma molto vicino alla riva del lago.
(Plinio il Giovane)
L'identificazione della sua posizione sul lago di Como è stata oggetto di discussione tra gli studiosi. La "villa Tragedia" si ritiene fosse situata sulla punta di Bellagio, in corrispondenza della attuale tenuta della cinquecentesca villa Serbelloni, dal 1959 proprietà della famiglia Rockefeller, mentre si ritiene che la "villa Commedia" sia da identificare su di una roccia rialzata nei pressi dei resti rimessi in luce nel 1876 a Lierna in Borgo Villa, comprendenti un mosaico, ceramiche, monete antiche e diverse colonne romane. Il mosaico e i frammenti di colonna di Lierna, rappresentano infatti la testimonianza della vicina presenza dell'unica grande villa romana sulla sponda orientale del lago di Como.
L'ipotesi è stata sostenuta nei primi anni del Novecento, anche dal geografo francese Élisée Reclus, che descrisse a Lierna, il sito di una villa di Plinio, a strapiombo su una roccia vicino alla riva del lago di Como. Molti altri, tra cui anche Sigismondo Boldoni,  ipotizzarono la posizione della villa sulle pendici di una roccia di Lierna dominante il lago di Como, da cui potrebbe derivare il nome Lierna (ovvero "Lí sulla Rocca")
Nel 1751 John Boyle, V conte di Cork, amico intimo di Alexander Pope, pubblicò una traduzione inglese delle lettere di Plinio. La lettera a Voconius Romanus che descrive le ville della Commedia e della Tragedia.  Venne da lui illustrata con una rappresentazione completamente di fantasia la villa della Commedia, realizzata da Samuel Wale, ispirata alla villa del Papa sul Tamigi ma che non evidenzia la posizione sull'altura di una roccia a strapiombo sul lago.
Nelle lettere di Plinio si descrive una terrazza rialzata dalla riva del lago che era dolcemente curvata,  come la riva del lago. Plinio diceva che dall'alto avrebbe pototuto pescare direttamente dalla finestra della sua camera da letto e che sdraiarsi nel suo letto nella villa della Commedia era come sdraiarsi in un peschereccio sul lago, sopraelevato al lago su cui navigava.